# Charikló
Charikló je v řecké mytologii jméno dvou nymf.
- Charikló, dcera krále Kychrea a nymfy Stilbé, manželka Cheiróna a matka Hippé, Endeis, Okyrhoé a Karysta.
- Charikló, nymfa která otěhotněla s pastýřem a porodila věštce Teiresiáse.